# Лінійне диференціальне рівняння
Лінійне диференціальне рівняння — звичайне диференціальне рівняння, в яке невідома функція та її похідні входять лінійно, тобто рівняння вигляду
{\displaystyle y^{(n)}(x)+g_{(n-1)}(x)y^{(n-1)}(x)+\ldots +g_{1}(x)y(x)=f(x)}
де {\displaystyle g_{i}(x)} та {\displaystyle f(x)} — функції, що залежать тільки від аргументу x.
Важливий підклас лінійних диференційних рівнянь складають лінійні диференційні рівняння зі сталими коефіцієнтами, для яких {\displaystyle g_{i}(x)=c_{i}}.
Рівняння
{\displaystyle y^{(n)}(x)+g_{(n-1)}(x)y^{(n-1)}(x)+\ldots +g_{1}(x)y(x)=0}
називається однорідним лінійним диференційним рівнянням.
Однорідне диференційне рівняння n-го порядку має n лінійно незалежних розв'язків.
Якщо відомий хоча б один частковий розв'язок лінійного диференційного рівняння, то його загальний розв'язок є сумою часткового розв'язку та лінійної комбінації n розв'язків однорідного диференційного рівняння.

## Операторний запис
Лінійні диференціальні рівняння мають вигляд
{\displaystyle Ly=f\,}
де диференціальний оператор L — лінійний оператор, у — невідома функція (наприклад, від часу {\displaystyle y(t)}), а функція праворуч — ƒ є даною функцією такого ж характеру, як у . Для такої функції ми можемо записати рівняння явно
{\displaystyle Ly(t)=f(t)\,}
і, навіть точніше,
{\displaystyle L[y(t)]=f(t)\,}
Лінійний оператор можна розглядати у формі
{\displaystyle L_{n}(y)\equiv {\frac {d^{n}y}{dt^{n}}}+A_{1}(t){\frac {d^{n-1}y}{dt^{n-1}}}+\cdots +A_{n-1}(t){\frac {dy}{dt}}+A_{n}(t)y\,}
Лінійність умови на L виключає такі операції, як піднесення до квадрату похідної від у, але дозволяє, наприклад, брати другу похідну у.
Зручно переписати це рівняння в операторній формі
{\displaystyle L_{n}(y)\equiv \left[\,D^{n}+A_{1}(t)D^{n-1}+\cdots +A_{n-1}(t)D+A_{n}(t)\right]y}
де D є диференціальним оператором д / д (тобто Dy = у ', D 2 у = у ", …), і я  — задані функції.
Таке рівняння має порядок п, індекс старшої похідної у, у рівнянні.
Типовим простим прикладом лінійного диференціального рівняння є, наприклад, те, що використовуються для моделювання радіоактивного розпаду. Нехай N (т) позначає число радіоактивних атомів в деякому зразку матеріалу у час t. Тоді для деякої сталої А> 0, кількість радіоактивних атомів, що розпадається, може бути записана як
{\displaystyle {\frac {dN}{dt}}=-kN\,}
Якщо у вважається функцією тільки однієї змінної, то говорять про звичайне диференціальне рівняння, в іншому разі похідні та їх коефіцієнти слід розуміти як вектори, матриці або тензори, тож одержимо (лінійне) рівняння в частинних похідних.
Випадок, коли ƒ = 0, називається однорідним рівнянням . Воно особливо важливе для розв'язання у загального випадку, оскільки його розв'язки можна додавати до розв'язку неоднорідного рівняння, щоб дістати інший розв'язок (методом часткового і однорідного розв'язків). Коли я  — це числа, рівняння, називається рівнянням зі сталими коефіцієнтами.

## Однорідні рівняння зі сталими коефіцієнтами
Історично перший метод розв'язування звичайних лінійних диференціальних рівнянь зі сталими коефіцієнтами пов'язаний з іменем Ейлера, який зрозумів, що розв'язки мають вигляд e^{{\displaystyle z}x}, де {\displaystyle z},- (в загальному випадку)-комплексні значення {\displaystyle z}. Щоб сума кількох похідних функції дорівнювала нулю, похідні повинні врівноважувати одна одну, тож єдиний спосіб досягнути цього — похідні мусять мати ту ж форму, що й вихідна функція. Міркуючи так, для розв'язання
{\displaystyle y^{(n)}+A_{1}y^{(n-1)}+\cdots +A_{n}y=0}
покладемо {\displaystyle y=e^{zx}}, що дає
{\displaystyle z^{n}e^{zx}+A_{1}z^{n-1}e^{zx}+\cdots +A_{n}e^{zx}=0.}
Діленням на {\displaystyle e^{zx}} многочлен n-го порядку
{\displaystyle F(z)=z^{n}+A_{1}z^{n-1}+\cdots +A_{n}=0.\,}
Це алгебраїчне рівняння {\displaystyle F(t)=0}, характеристичне рівняння, було розглянуто пізніше Ґаспаром Монжем і Оґюстеном-Луї Коші.
Формально, члени
{\displaystyle y^{(k)}\quad \quad (k=1,2,\dots ,n).}
вихідних диференціальних рівнянь замінюються на {\displaystyle z^{k}}. Розв'язок алгебраїчного рівняння дає n значень {\displaystyle z_{1},z_{2},...z_{n}}. Підстановка будь-якого з цих значень z в {\displaystyle zx} дає розв'язок {\displaystyle e^{zx}} Оскільки однорідні лінійні диференціальні рівняння підпорядковані принципу суперпозиції, будь-яка лінійна комбінація цих функцій також задовольняє дане диференціальне рівняння.
Коли всі корені різні, ми маємо n різних розв'язків диференціального рівняння. Застосовуючи визначник Вандермонда, можна показати, що вони лінійно незалежні і разом утворюють базис в просторі всіх розв'язків диференціального рівняння.
Вищесказане дає розв'язок в разі, коли всі корені різні, тобто кожен з них має кратність 1. У загальному випадку, якщо z (можливо, комплексний) нуль (=корінь) Р(x), що має кратність m, то {\displaystyle y=x^{k}e^{zx}\,} є розв'язками ЛОР (де {\displaystyle k\in \{0,1,\dots ,m-1\}\,}). Застосування цього до всіх коренів дає набір з n різних і лінійно незалежних функцій, де n-степінь F(x). Як і раніше, ці функції утворюють базис простору розв'язків.
Якщо коефіцієнти диференціального рівняння дійсні, то перевагу віддаємо дійснозначним розв'язкам. Оскільки комплексні (не дійсні) корені сполучені в пари спряжених, як і відповідні базисні функції, xkezx, то бажаний результат одержимо заміною кожної пари дійсною лінійною комбінацією з {\displaystyle Re(y)} і {\displaystyle Im(y)}, де y — одна з функцій пари.
Випадки, що включають комплексні корені, можуть бути розглянуті за допомогою формули Ейлера.

Приклад
{\displaystyle y''''-2y'''+2y''-2y'+y=0\,}
має характеристичне рівняння
{\displaystyle z^{4}-2z^{3}+2z^{2}-2z+1=0.\,}
Його корені i, -i, й 1 (кратності 2). Базис розв'язків
{\displaystyle e^{ix},\,e^{-ix},\,e^{x},\,xe^{x}\,.}
Відповідний дійснозначний базис
{\displaystyle \cos x,\,\sin x,\,e^{x},\,xe^{x}\,.}

### Приклади
Дано, {\displaystyle y''-4y'+5y=0\,} . Характеристичне рівняння {\displaystyle z^{2}-4z+5=0\,} має корені 2 + і і 2 — і. Таким чином, базис розв'язків {\displaystyle \{y_{1},y_{2}\}} є {\displaystyle \{e^{(2+i)x},e^{(2-i)x}\}\,} . Тепер у є розв'язком тоді і тільки тоді {\displaystyle y=c_{1}y_{1}+c_{2}y_{2}\,} для {\displaystyle c_{1},c_{2}\in \mathbb {C} } .
Оскільки коефіцієнти дійсні,
- ми, ймовірно, не зацікавлені в комплексних розв'язках
- наші базисні елементи взаємно спряжені

Лінійні комбінації
{\displaystyle u_{1}={\mbox{Re}}(y_{1})={\frac {y_{1}+y_{2}}{2}}=e^{2x}\cos(x)\,} і
{\displaystyle u_{2}={\mbox{Im}}(y_{1})={\frac {y_{1}-y_{2}}{2i}}=e^{2x}\sin(x)\,}
дають нам дійсний базис {\displaystyle \{u_{1},u_{2}\}} .

#### Простий гармонічний осцилятор

схематичне подання простого гармонічного осцилятора

Диференціальне рівняння другого порядку
{\displaystyle D^{2}y=-k^{2}y,}
що описує простий гармонічний осцилятор, можна переформулювати
{\displaystyle (D^{2}+k^{2})y=0.}
Вираз в дужках може бути факторизований, що дає
{\displaystyle (D+ik)(D-ik)y=0,}
це рівняння має пару лінійно незалежних розв'язків, один для
{\displaystyle (D-ik)y=0\,}
інший для
{\displaystyle (D+ik)y=0.}
Розв'язки, відповідно,
{\displaystyle y_{0}=A_{0}e^{ikx}}
та
{\displaystyle y_{1}=A_{1}e^{-ikx}.}
Ці розв'язки є базисом двовимірного «простору розв'язків» диференціального рівняння другого порядку.
Крім того, для
{\displaystyle y_{0'}={A_{0}e^{ikx}+A_{1}e^{-ikx} \over 2}=C_{0}\cos(kx)}
та
{\displaystyle y_{1'}={A_{0}e^{ikx}-A_{1}e^{-ikx} \over 2i}=C_{1}\sin(kx).}
-останні тригонометричні розв'язки лінійно незалежні, а тому можуть слугувати іншим базисом простору розв'язків, що дає таку загальну форму розв'язку:
{\displaystyle y_{H}=C_{0}\cos(kx)+C_{1}\sin(kx).}

#### Затухаючий гармонічний осцилятор

схематичне подання гармонічного осцилятора із затуханням

Враховуючи рівняння затухаючого гармонічного осцилятора:
{\displaystyle \left(D^{2}+{b \over m}D+\omega _{0}^{2}\right)y=0,}
отримаємо спочатку характеристичне рівняння формальною заміною D на λ. Це рівняння має виконуватися для всіх у, наступним чином:
{\displaystyle \lambda ^{2}+{b \over m}\lambda +\omega _{0}^{2}=0.}
Розв'яжемо:
{\displaystyle \lambda ={-b/m\pm {\sqrt {b^{2}/m^{2}-4\omega _{0}^{2}}} \over 2}.}
Використаємо ці дані для розкладу вихідного диференціального рівняння:
{\displaystyle \left(D+{b \over 2m}-{\sqrt {{b^{2} \over 4m^{2}}-\omega _{0}^{2}}}\right)\left(D+{b \over 2m}+{\sqrt {{b^{2} \over 4m^{2}}-\omega _{0}^{2}}}\right)y=0.}
Це визначає пару рішень, з яких одне відповідає
{\displaystyle \left(D+{b \over 2m}-{\sqrt {{b^{2} \over 4m^{2}}-\omega _{0}^{2}}}\right)y=0}
а інше
{\displaystyle \left(D+{b \over 2m}+{\sqrt {{b^{2} \over 4m^{2}}-\omega _{0}^{2}}}\right)y=0}
Розв'язки, відповідно,
{\displaystyle y_{0}=A_{0}e^{-\omega x+{\sqrt {\omega ^{2}-\omega _{0}^{2}}}x}=A_{0}e^{-\omega x}e^{{\sqrt {\omega ^{2}-\omega _{0}^{2}}}x}}
та
{\displaystyle y_{1}=A_{1}e^{-\omega x-{\sqrt {\omega ^{2}-\omega _{0}^{2}}}x}=A_{1}e^{-\omega x}e^{-{\sqrt {\omega ^{2}-\omega _{0}^{2}}}x}}
де ω = B / 2 . З цієї пари лінійно незалежних рішень можна побудувати іншу лінійно незалежну пару, що таким чином, слугуватиме базисом для двовимірного простору рішень:
{\displaystyle y_{H}(A_{0},A_{1})(x)=\left(A_{0}\sinh {\sqrt {\omega ^{2}-\omega _{0}^{2}}}x+A_{1}\cosh {\sqrt {\omega ^{2}-\omega _{0}^{2}}}x\right)e^{-\omega x}.}
Однак, якщо | ω | <| ω 0 |, то бажано позбутися уявних частин, виражаючи загальний розв'язок як
{\displaystyle y_{H}(A_{0},A_{1})(x)=\left(A_{0}\sin {\sqrt {\omega _{0}^{2}-\omega ^{2}}}x+A_{1}\cos {\sqrt {\omega _{0}^{2}-\omega ^{2}}}x\right)e^{-\omega x}.}
Останній розв'язок відповідає слабко затухаючому випадку, тоді як попередній відповідає сильно затухаючому разі: розв'язок для слабко загальмованого випадку коливатиметься, а для розв'язку сильно загальмованого випадку це не так.

## Неоднорідні рівняння зі сталими коефіцієнтами
Щоб отримати розв'язок неоднорідного рівняння , слід знайти частковий розв'язок неоднорідного рівняння або методом невизначених коефіцієнтів, або методом варіації сталих; загальний розв'язок лінійного диференціального рівняння є сумою загального розв'язку відповідного однорідного рівняння і часткового інтеграла. Якщо ж задані початкові умови, можна застосувати перетворення Лапласа для отримання конкретного розв'язку безпосередньо.
Припустимо, нам дано
{\displaystyle {\frac {d^{n}y(x)}{dx^{n}}}+A_{1}{\frac {d^{n-1}y(x)}{dx^{n-1}}}+\cdots +A_{n}y(x)=f(x).}
Для подальших обчислень, виділимо характеристичний многочлен
{\displaystyle P(v)=v^{n}+A_{1}v^{n-1}+\cdots +A_{n}.}
Ми знайдемо базис розв'язків {\displaystyle \{y_{1}(x),y_{2}(x),\ldots ,y_{n}(x)\}} як і в однорідному (F (X) = 0) випадку. Частковий розв'язок у р (х) одержимо методом варіації сталих. Нехай коефіцієнти лінійної комбінації є функціями від х:
{\displaystyle y_{p}(x)=u_{1}(x)y_{1}(x)+u_{2}(x)y_{2}(x)+\cdots +u_{n}(x)y_{n}(x).}
Для зручності позначень будемо опускати залежність від х (тобто, частини звичного запису вигляду (х)). Використовуючи операторний запис {\displaystyle D=d/dx} і вільно використовуючи позначення, дане рівняння набуде вигляду {\displaystyle P(D)y=f} , тож
{\displaystyle f=P(D)y_{p}=P(D)(u_{1}y_{1})+P(D)(u_{2}y_{2})+\cdots +P(D)(u_{n}y_{n}).}
З обмеженнями
{\displaystyle 0=u'_{1}y_{1}+u'_{2}y_{2}+\cdots +u'_{n}y_{n}}
{\displaystyle 0=u'_{1}y'_{1}+u'_{2}y'_{2}+\cdots +u'_{n}y'_{n}}
{\displaystyle \cdots }
{\displaystyle 0=u'_{1}y_{1}^{(n-2)}+u'_{2}y_{2}^{(n-2)}+\cdots +u'_{n}y_{n}^{(n-2)}}
параметри виносяться, після чого залишається дещо «зайве»:
{\displaystyle f=u_{1}P(D)y_{1}+u_{2}P(D)y_{2}+\cdots +u_{n}P(D)y_{n}+u'_{1}y_{1}^{(n-1)}+u'_{2}y_{2}^{(n-1)}+\cdots +u'_{n}y_{n}^{(n-1)}.}
Але {\displaystyle P(D)y_{j}=0} , тому
{\displaystyle f=u'_{1}y_{1}^{(n-1)}+u'_{2}y_{2}^{(n-1)}+\cdots +u'_{n}y_{n}^{(n-1)}.}
Це, з обмеженнями, дає лінійну система за {\displaystyle u'_{j}} . ЇЇ, насправді, завжди можна розв'язати поєднуючи методи Крамера і Вронського,
{\displaystyle u'_{j}=(-1)^{n+j}{\frac {W(y_{1},\ldots ,y_{j-1},y_{j+1}\ldots ,y_{n})_{0 \choose f}}{W(y_{1},y_{2},\ldots ,y_{n})}}.}
Решта зводиться до інтегрування {\displaystyle u'_{j}.}
частковий розв'язок не є єдиним, {\displaystyle y_{p}+c_{1}y_{1}+\cdots +c_{n}y_{n}} також задовольняє рівняння для будь-якого набору констант з основного поля.

### Приклад
Покладемо, {\displaystyle y''-4y'+5y=sin(kx)} . Ми візьмемо базис розв'язку, знайдений вище {\displaystyle \{e^{(2+i)x},e^{(2-i)x}\}} .
| {\displaystyle W\,} | {\displaystyle ={\begin{vmatrix}e^{(2+i)x}&e^{(2-i)x}\\(2+i)e^{(2+i)x}&(2-i)e^{(2-i)x}\end{vmatrix}}} |
|                     | {\displaystyle =e^{4x}{\begin{vmatrix}1&1\\2+i&2-i\end{vmatrix}}}                                     |
|                     | {\displaystyle =-2ie^{4x}\,}                                                                          |

| {\displaystyle u'_{1}\,} | {\displaystyle ={\frac {1}{W}}{\begin{vmatrix}0&e^{(2-i)x}\\\sin(kx)&(2-i)e^{(2-i)x}\end{vmatrix}}} |
|                          | {\displaystyle =-{\frac {i}{2}}\sin(kx)e^{(-2-i)x}}                                                 |

| {\displaystyle u'_{2}\,} | {\displaystyle ={\frac {1}{W}}{\begin{vmatrix}e^{(2+i)x}&0\\(2+i)e^{(2+i)x}&\sin(kx)\end{vmatrix}}} |
|                          | {\displaystyle ={\frac {i}{2}}\sin(kx)e^{(-2+i)x}.}                                                 |

Використовуючи список інтегралів від експоненціальних функцій,
| {\displaystyle u_{1}\,} | {\displaystyle =-{\frac {i}{2}}\int \sin(kx)e^{(-2-i)x}\,dx}                               |
|                         | {\displaystyle ={\frac {ie^{(-2-i)x}}{2(3+4i+k^{2})}}\left((2+i)\sin(kx)+k\cos(kx)\right)} |

| {\displaystyle u_{2}\,} | {\displaystyle ={\frac {i}{2}}\int \sin(kx)e^{(-2+i)x}\,dx}                                |
|                         | {\displaystyle ={\frac {ie^{(i-2)x}}{2(3-4i+k^{2})}}\left((i-2)\sin(kx)-k\cos(kx)\right).} |

І тому
| {\displaystyle y_{p}\,} | {\displaystyle ={\frac {i}{2(3+4i+k^{2})}}\left((2+i)\sin(kx)+k\cos(kx)\right)+{\frac {i}{2(3-4i+k^{2})}}\left((i-2)\sin(kx)-k\cos(kx)\right)} |
|                         | {\displaystyle ={\frac {(5-k^{2})\sin(kx)+4k\cos(kx)}{(3+k^{2})^{2}+16}}.}                                                                     |

Задля інтересу зазначимо, це рівняння має фізичний зміст, описує вимушений гармонічний осцилятор, з тертям; у р представляє стійкий стан, а {\displaystyle c_{1}y_{1}+c_{2}y_{2}} є перехідним станом.

## Рівняння зі змінними коефіцієнтами
Лінійне диференціальне рівняння порядку n зі змінними коефіцієнтами має загальний вигляд
{\displaystyle p_{n}(x)y^{(n)}(x)+p_{n-1}(x)y^{(n-1)}(x)+\cdots +p_{0}(x)y(x)=r(x).}

### Приклади
Простим прикладом є рівняння Коші-Ейлера, що часто використовуються в машинобудуванні
{\displaystyle x^{n}y^{(n)}(x)+a_{n-1}x^{n-1}y^{(n-1)}(x)+\cdots +a_{0}y(x)=0.}

## Рівняння першого порядку
Лінійне диференціальне рівняння 1-го порядку зі змінними коефіцієнтами має загальний вигляд
{\displaystyle Dy(x)+f(x)y(x)=g(x).}
Тут D — диференціальний оператор. Рівняння такого виду може бути розв'язане множенням на інтегрувальний множник
{\displaystyle e^{\int f(x)\,dx}},
що дає
{\displaystyle Dy(x)e^{\int f(x)\,dx}+f(x)y(x)e^{\int f(x)\,dx}=g(x)e^{\int f(x)\,dx},}
спрощуючи за правилом добутку, дістанемо
{\displaystyle D(y(x)e^{\int f(x)\,dx})=g(x)e^{\int f(x)\,dx}}
Звідси інтегруванням
{\displaystyle y(x)e^{\int f(x)\,dx}=\int g(x)e^{\int f(x)\,dx}\,dx+c~,}
{\displaystyle y(x)={\int g(x)e^{\int f(x)\,dx}\,dx+c \over e^{\int f(x)\,dx}}~.}
Отже, розв'язком лінійного диференціального рівняння першого порядку
{\displaystyle y'(x)+f(x)y(x)=g(x),}
з коефіцієнтами, які можуть залежати від х, є:
{\displaystyle y=e^{-a(x)}\left(\int g(x)e^{a(x)}\,dx+\kappa \right)}
Зазначимо, що {\displaystyle \kappa } — стала інтегрування, і
{\displaystyle a(x)=\int {f(x)\,dx}.}
Компактна форма загального розв'язку
{\displaystyle y(x)=\int _{a}^{x}\!{[y(a)\delta (t-a)+g(t)]e^{-\int _{t}^{x}\!f(u)du}\,dt}\,.}
{\displaystyle \delta (x)} — узагальнена дельта-функція Дірака.

### Приклади
Розглянемо диференціальне рівняння першого порядку із сталими коефіцієнтами:
{\displaystyle {\frac {dy}{dx}}+by=1.}
Це рівняння має особливе значення для систем першого порядку на кшталт RC-схем (ємність-опір) і систем маса-демпфер.
В цьому випадку f(х) = b, g(х) = 1.
Тож розв'язком є
{\displaystyle y(x)=e^{-bx}\left(e^{bx}/b+C\right)=1/b+Ce^{-bx}.}